# Arroyo Negro, Martínez de la Torre
Arroyo Negro är en ort i Mexiko.   Den ligger i kommunen Martínez de la Torre och delstaten Veracruz, i den sydöstra delen av landet, 230 km öster om huvudstaden Mexico City. Arroyo Negro ligger 159 meter över havet och antalet invånare är 383.
Terrängen runt Arroyo Negro är kuperad åt sydväst, men åt nordost är den platt. Terrängen runt Arroyo Negro sluttar norrut. Runt Arroyo Negro är det ganska tätbefolkat, med 96 invånare per kvadratkilometer. Närmaste större samhälle är Martínez de la Torre, 7,2 km norr om Arroyo Negro. Omgivningarna runt Arroyo Negro är en mosaik av jordbruksmark och naturlig växtlighet.